# Siemiechów (gromada 1962–1972)
Siemiechów (do 29 czerwca 1962 - Brzozowa) – dawna gromada, czyli najmniejsza jednostka podziału terytorialnego Polskiej Rzeczypospolitej Ludowej w latach 1954–1972.
Gromady, z gromadzkimi radami narodowymi (GRN) jako organami władzy najniższego stopnia na wsi, funkcjonowały od reformy reorganizującej administrację wiejską przeprowadzonej jesienią 1954 do ich zniesienia 1 stycznia 1973, tym samym wypierając organizację gminną w latach 1954–1972.
Gromadę Siemiechów z siedzibą GRN w Siemiechowie utworzono 30 czerwca 1962 roku w powiecie tarnowskim w woj. krakowskim w związku z przeniesieniem siedziby GRN gromady Brzozowa z Brzozowej do Siemiechowa i przemianowaniem jednostki na gromadę Siemiechów.
31 grudnia 1964 z gromady Siemiechów wyłączono przysiółek Polichty ze wsi Brzozowa o powierzchni 383 ha, 14 a, 34 m², włączając go do gromady Gromnik.
W kwietniu 1969 dla gromady ustalono 17 członków gromadzkiej rady narodowej. 1 stycznia 1970 gromada składała się ze wsi: Brzozowa i Siemiechów.
Gromada przetrwała do końca 1972 roku, czyli do kolejnej reformy gminnej.
Uwaga: Gromada Siemiechów (o innym składzie) istniała także w latach 1954–61 w powiecie tarnowskim.